# 양씨삼강문
양씨삼강문(梁氏三綱門)은 광주광역시 광산구 박호동에 있는 조선시대의 삼강문이다. 1985년 2월 25일 광주광역시의 기념물 제11호로 지정되었다.

## 개요
광주광역시 광산구 박호동에 있는 양씨삼강문은 충민공 양산숙 일가 7명을 기리기 위해 인조 13년(1635)에 세운 정려문(旌閭門)이다.
정려문은 충신, 효자, 열녀 등을 표창하기 위해 나라에서 그 동네에 세워주는 문을 뜻한다. 양씨삼강문은 정면 5칸·측면 1칸짜리 맞배지붕의 평범한 건물이다.
원래는 양산숙을 비롯하여 효자, 열녀, 절부 각 2명씩을 모셨으나, 회진임씨 문중으로 출가한 양산룡의 딸은 임씨문중에서 모시고 있어 현재는 6분의 정려만을 모시고 있다.
충신으로 모셔진 양산숙은 임진왜란(1592) 때 진주성 전투에서 왜군과 싸우다 김천일장군과 함께 순절한 무인이다. 효자로 모셔진 양산룡과 양산수는 양산숙의 형제로, 정유재란(1597) 때 삼양포에서 왜군을 만나 어머니를 구하려다 순절한 인물들이다. 절부로 모셔진 양산숙의 어머니인 죽산박씨는 왜군을 만나 바다에 투신하여 순절하였으며, 그의 부인인 광산이씨 또한 왜적에 항거하다가 자결하였다. 김광운에게 출가한 누이 양씨는 왜군을 만나 바닷물에 몸을 던져 자결하고 말았다.

## 참고 자료
- 양씨삼강문 - 국가유산청 국가유산포털